# 明尊强
明尊强（1969年—），山东省郓城县人，中国人民解放军少将，现任中国人民解放军陕西省军区司令员。

## 生平
1969年，明尊强出生在山东省郓城县。
2024年5月，明尊强出任中国人民解放军陕西省军区司令员。